# Bānlarīnī
Bānlarīnī (persiska: بانلرینی, Bānlīrnī) är en ort i Iran.   Den ligger i provinsen Kermanshah, i den västra delen av landet, 500 km väster om huvudstaden Teheran. Bānlarīnī ligger 1 468 meter över havet och antalet invånare är 190.
Terrängen runt Bānlarīnī är kuperad åt sydväst, men åt nordost är den platt.Runt Bānlarīnī är det ganska tätbefolkat, med 149 invånare per kvadratkilometer. Närmaste större samhälle är Robāţ-e Māhīdasht, 7,4 km öster om Bānlarīnī. Omgivningarna runt Bānlarīnī är i huvudsak ett öppet busklandskap.